# Шаров, Иван Кузьмич
Иван Кузьмич Шаров — советский хозяйственный и государственный деятель, лауреат Государственной премии СССР за выдающиеся достижения в труде.

## Биография
Родился в 1936 году в Краснодарском крае. Член КПСС.
В 1952—1955 — горнорабочий очистного забоя шахты имени Ленина.
В 1955—1956 — военнослужащий Советской армии.
В 1956—1994 — горнорабочий очистного забоя, бригадир комплексно-механизированной бригады рабочих очистного забоя шахты имени Ленина треста «Несветайантрацит» производственного объединения «Ростовуголь» Министерства угольной промышленности СССР.
Делегат XXVI съезда КПСС.
За большой личный вклад в наращивание темпов добычи угля был в составе коллектива удостоен Государственной премии СССР за выдающиеся достижения в труде 1985 года.
Живёт в Новошахтинске.

## Награды
- Орден Дружбы народов
- Орден Знак Почёта